# Vicente Giraldós
Vicente Giraldós Dasí (Valencia, España, 11 de marzo de 1923 — 16 de diciembre de 1989), conocido como Giraldós, fue un futbolista español. Jugaba como delantero y se desempeñó en el Valencia CF.

## Trayectoria
El 13 de diciembre de 1942, Giraldós debutó con el Valencia CF en el empate a uno ante el Celta de Vigo. Más tarde ganó Primera División de España 1943-44 con Valencia, antes de unirse al Mallorca en la temporada 1944–45.
Posteriormente, volvió a jugar en el Valencia y Valencia Mestalla hasta 1954, incluida una temporada con el Hércules en la temporada 1950–51. Jugó por última vez para el Levante en la temporada 1954–55.

## Clubes
| Club              | País   | Periodo   | PJ (G)  |
| ----------------- | ------ | --------- | ------- |
| Valencia C. F.    | España | 1942-1944 | 9 (1)   |
| Mallorca          | España | 1944-1945 | 22 (5)  |
| Valencia C. F.    | España | 1945-1948 | 27 (9)  |
| Valencia Mestalla | España | 1948-1949 | 11 (4)  |
| Valencia C. F.    | España | 1949-1950 | 4 (2)   |
| Hércules          | España | 1950-1951 | 26 (14) |
| Valencia Mestalla | España | 1951-1954 | 40 (13) |
| Levante           | España | 1954-1955 | 7 (1)   |